# 岡本弥歩
岡本 弥歩（おかもと みほ、2009年〈平成21年〉9月30日 - ）は、日本の女優。
宮崎県出身。東宝芸能所属。第9回「東宝シンデレラ」オーディションファイナリスト。

## 来歴・人物
2022年（令和4年）に行われた第9回『「東宝シンデレラ」オーディション』ファイナリストとして芸能界入り。
特技はピアノ、料理。

## 出演

### 映画
- 短編「ゴジラVSメガロ」主演（2023年11月3日、ゴジラフェス2023＆YouTubeにて公開[2]、オムニバス映画『GEMNIBUS Vol.1』として2024年6月28日より2週間限定公開）[3][4][5]